# オストロフ (リウネ州)
オストロフ（ウクライナ語: Острог）はウクライナ・リウネ州オストロフ地区(ru)の市（місто）である。同地区の中心市であるが、行政機構上は同地区内には含まれない。人口は2013年時点でおよそ15700人。中世にはオストログスキ家の所領となっていた。

## 地理
市の面積は10.9km2。州都リウネからは55km、首都キエフからは329kmの位置にある。14kmの位置にはオストロフ駅(uk)がある。

## 歴史
史料上の初出は『イパーチー年代記』の1100年の項であり、ダヴィド・イーゴレヴィチの所領となったことが記されている。また『グストィニャ年代記(ru)』の1340年の項には、オストログスキ家に関する最初の言及が見られる。この年、オストログスキ家のダヌィーロ(ru)は、ハールィチにおいてポーランド王カジミェシュ3世の軍に勝利した。
15世紀に建設されたオストロフ・シナゴーグ（参照：シナゴーグ）は、当時の東欧で最大級のものの1つであった。
1576年、オストログスキ家のコンスタンティ = ヴァシーリによって、東欧で最初の高等教育施設であるオストロフ大学（ギリシャ語・スラヴ語・ラテン語のアカデミー。現オストロフ国立大学(ru)の前身に位置づけられている。）が、翌年にはコンスタンティとイヴァン・フョードロフ(ru)によってオストロフ活版印刷所(ru)が建設された。彼らは1581年には教会スラヴ語による『オストロフ聖書』(ru)の初版を印刷している。
1897年には14749人が住んでおり、うちユダヤ人9185人、ウクライナ人2446人、ロシア人2199人、タタール人176人だった。
1941年9月1日にはナチスがこの地でホロコーストを行い2500人のユダヤ人が虐殺された。

## 史跡
- オストロフ城(ru)